# Neuendorf-Sachsenbande
Neuendorf-Sachsenbande est une commune allemande du Schleswig-Holstein, située dans l'arrondissement de Steinburg (Kreis Steinburg), à 13 kilomètres au nord-ouest de la ville d'Itzehoe. Neuendorf-Sachsenbande fait partie de l'Amt Wilstermarsch qui regroupe 14 communes autour de Wilster.

## Géographie

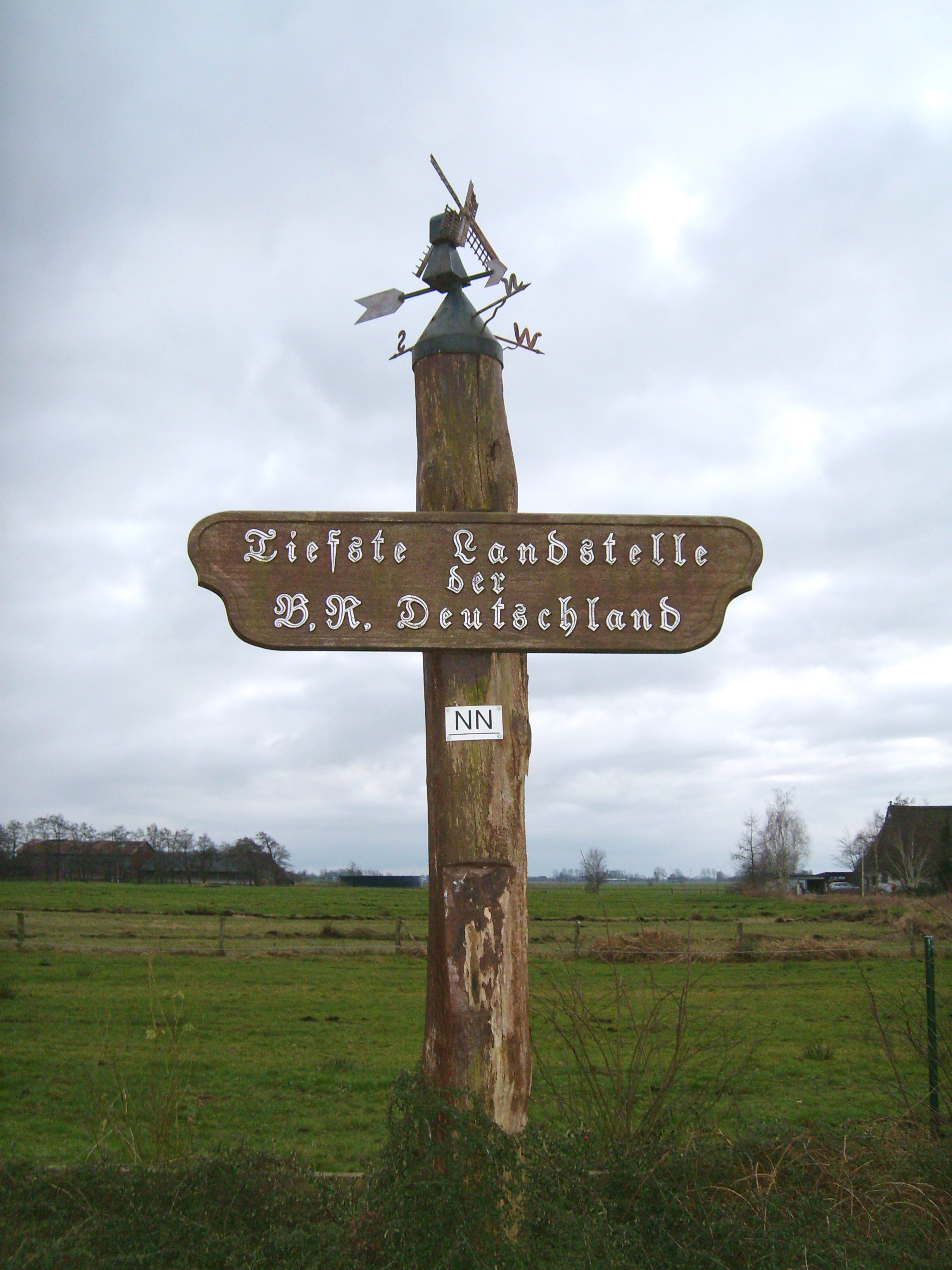
Tiefste Landstelle der B.R. Deutschland

Près de Neuendorf se trouve le point le plus bas d'Allemagne (Tiefste Landstelle) : -3,54 m.